# スイッチエデュケーション
株式会社スイッチエデュケーション（英: Switch Education, Inc.）
は、東京都新宿区箪笥町に本社をおく、STEM教育分野の教材の開発、販売などを行っている日本の企業。

株式会社スイッチサイエンスの子会社である。

## 概要
スイッチエデュケーションは、すべての子供にSTEM教育を実践することを目的に活動する会社である。
2017年5月2日、株式会社スイッチサイエンスの広報担当社員であった小室真紀が代表取締役社長となり設立。
当初はスイッチサイエンスが開発したmicro:bit互換ボード「Chibi:bit」の販売、関連商品の企画開発を行っていたが、2017年7月27日「micro:bit」の日本販売代理店となり、2017年8月5日のmicro:bit日本ローンチに貢献。

以後スイッチエデュケーションは、micro:bitとmicro:bit用の電子部品のモジュール、micro:bitを使った電子工作のキットなどSTEM教材の開発と販売、STEM教育に関する書籍の編集、販売などを行っている。
また、取扱商品を使うためのチュートリアルの記事や動画などのコンテンツの作成、小中高校や学習塾・プログラミング教室向けのSTEM教育のカリキュラムの開発、小中学校等の教員向け研修プログラムの提供、micro:bitを使った電子工作のワークショップの開催、STEM教育のメンターの育成などの活動も行う。
スイッチエデュケーションはmicro:bitを使った作品コンテスト「たのしいmicro:bitコンテスト（旧名称：「micro:bitでつくってみよう！コンテスト」）を2018年から毎年開催している。（2021年現在）
2021年4月1日、株式会社スイッチサイエンスの子会社となった。

## 歴史・沿革
- 2017年5月2日 - 株式会社スイッチエデュケーション設立
- 2017年5月17日～19日 - 第8回教育ITソリューションEXPO（EDIX）に出展

以後、スイッチエデュケーションは毎年EDIXにブースを出展し、micro:bitを用いた小中高校向けの教材や、プログラミング教室向けのカリキュラムについて展示している。
（2021年8月現在）
- 2017年7月27日 - スイッチエデュケーションが、「micro:bit」の日本販売代理店となった。[8]
- 2017年7月31日 - 子供向けプログラミング言語「Scratch」につないで遊べるセンサーボード「いぬボード」販売開始[12]
- 2017年8月5日 - スイッチサイエンスウェブショップにて「micro:bit」販売開始[9]
- 2017年8月5日、6日 - Maker Faire Tokyo 2017に出展（スイッチサイエンスブース）

micro:bitの販売やデモ展示を行った。
- 2017年11月25日 - 日本で最初のmicro:bit関連書籍『micro:bitではじめるプログラミング-親子で学べるプログラミングとエレクトロニクス』（スイッチエデュケーション編集部著 、オライリージャパン、2017年）を販売開始[14][15]
- 2018年4月27日～6月10日 - 株式会社オライリー・ジャパン、株式会社プロキッズと共同で「micro:bitでつくってみよう！コンテスト」を開催[16]
- 2018年5月26日 - 「micro:bitでロボットサッカーをしよう」ワークショップ開催
- 2018年8月4日、8月5日に行われたMaker Faire Tokyo 2018のスイッチサイエンスブースで、「micro:bitでつくってみよう！コンテスト」の受賞作品の展示と、8月5日に授賞式が行われた。[16]

以後、スイッチエデュケーションは、「たのしいmicro:bitコンテスト」の名称で毎年micro:bitを使った作品のコンテストを行っている。（2021年8月現在）
- 2019年3月23日 - 丸善お茶の水店、誠文堂新光社、日本出版販売と共にロボットサッカーワークショップを開催[18]
- 2019年10月14日 - 「ハロウィンな貯金箱を作るワークショップ@神楽坂」開催

以後、スイッチエデュケーションは「神楽坂プログラミング教室」として、micro:bitとmicro:bit用ワークショップモジュールを使ったさまざまなワークショップを、神楽坂にある書店「BOOK&OFFICE 文悠」、または神楽坂オフィスにおいて定期的に開催している。
- 2019年10月17日「micro:bit用ワークショップモジュール」販売開始[21]
- 2019年12月3日 - micro:bitで動く6足歩行ロボット「プログラミング・フォロ for micro:bit」を販売開始[22]
- 2020年3月31日 - 『micro:bitで楽しむワークショップレシピ集　プログラミングも！工作も！』（スイッチエデュケーション編集部著、株式会社ジャムハウス、2020年）を販売開始[23]
- 2020年11月　プログラミング学習を始める子供向けウェブショップ「LABO KIDS（ラボキッズ）」を新設[24]
- 2020年11月25日 - マイクやスピーカーを搭載したmicro:bitの新バージョン「micro:bit v2.0」を販売開始[25]
- 2021年4月1日 - 株式会社スイッチサイエンスが親会社株式会社144Labから、STEM教材事業を取得し、株式会社スイッチエデュケーションは株式会社スイッチサイエンスの子会社となった。[10]

## 取扱商品
- micro:bit
- micro:bit用の電子部品のモジュール
- bitPak:シリーズ - micro:bitでラジコンカー、ねこみみ、おみくじ貯金箱などを作成できるパッケージキットのシリーズ。
- micro:bit関連書籍

## 関連人物
- 宗村和則 - スイッチエデュケーションCTO。スイッチエデュケーションのすべての商品の設計・開発を行っている。[1][2][3]（2022年現在）
- 金子茂 - （顧問）
- 小美濃芳喜 - （顧問）[4]
- 倉本大資 - （アドバイザー）[5]
- 阿部和広